# 兰尼埃里 (两西西里)
兰尼埃里·玛利亚·加埃塔诺（Ranieri Maria Gaetano，兰尼埃里·玛利亚·贝尼托·约瑟夫·拉巴洛·加埃塔诺·弗朗西斯科·萨维里奥·巴巴拉·尼科洛和所有的圣·迪·波旁，Ranieri Maria Benito Giuseppe Labaro Gaetano Francesco Saverio Barbara Niccolo et omnes sancti di Borbone，1883年12月3日—1973年1月13日），两西西里王子，封卡斯特罗公爵，1960年起为波旁-两西西里王室家族族长。

## 生平
兰尼埃里是两西西里王子、卡塞塔伯爵阿方索与妻子波旁-两西西里的安东妮艾塔的第五子，1883年12月3日生于法国戛纳。他出生时两西西里王国已灭亡，父亲流亡法国戛纳。1894年，阿方索成为波旁-两西西里王室家族族长。
兰尼埃里年轻时曾在西班牙军队服役。
1960年，兰尼埃里的长兄波旁-两西西里王室家族族长费迪南多·皮奥去世。由于次兄卡洛于1900年放弃自己和后代对两西西里王位的继承权，成为西班牙王子；三兄早夭；四兄早逝且没有子嗣，兰尼埃里成为波旁-两西西里王室家族族长。若两西西里王国继续存在，他将成为两西西里国王兰尼埃里一世。
兰尼埃里的宣称得到了大部分欧洲王室和大部分亲属的认可，但西班牙王室却主张西班牙王子阿方索·德·波旁-两西西里为波旁-两西西里王室家族族长，因为他是兰尼埃里次兄卡洛的长子。于是两西西里的王位继承分为那不勒斯派（或称卡斯特罗派）和西班牙派（或称卡拉布里亚派）。
1966年，兰尼埃里将两西西里的继承权让位于长子费迪南多·玛利亚。1973年1月13日，兰尼埃里在法国奥德省拉康贝去世，终年89岁。

## 婚姻与子女
1923年9月12日，兰尼埃里在斯洛伐克鲁日巴希与表妹波兰贵族卡罗琳娜·扎莫伊斯卡（Karolina Zamoyska，1896年9月22日—1968年5月9日）结婚。卡罗琳娜·扎莫伊斯卡是兰尼埃里的三姨母两西西里公主玛丽亚·卡罗琳娜与安德烈·扎莫伊斯基伯爵的女儿。兰尼埃里与卡罗琳娜有一子一女：
- 女玛丽亚·德尔·卡门·卡罗琳娜·安东尼娅（Maria del Carmen Carolina Antonia，1924年7月13日生），终生未婚；
- 子费迪南多·玛利亚·安德烈阿·阿方索·马尔库斯（Ferdinando Maria Andrea Alfonso Marcus，1926年5月28日—2008年3月20日），兰尼埃里的继承人，1966年起为卡斯特罗公爵和波旁-两西西里王室家族族长。